# Weigendorf (Loiching)

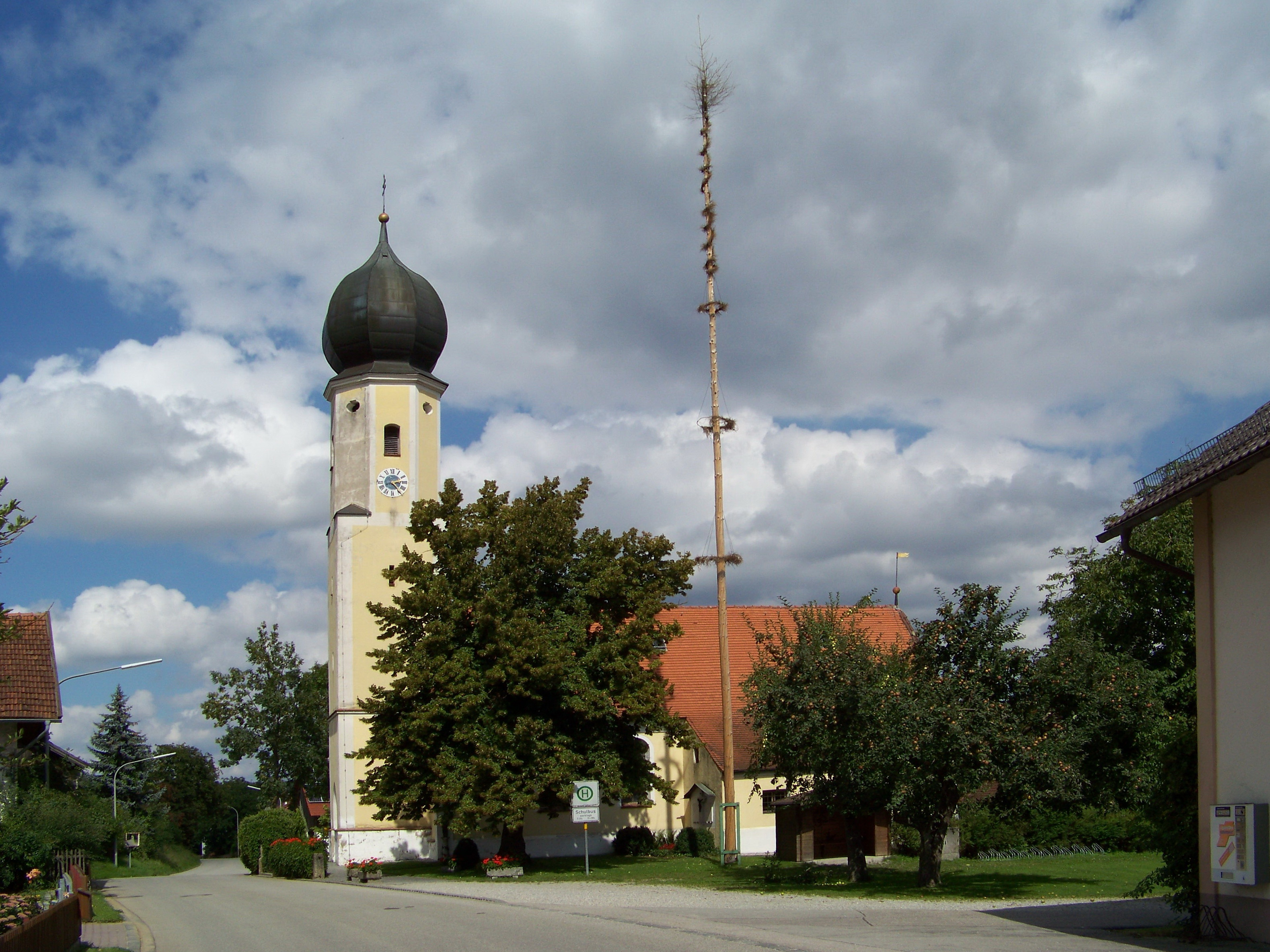
Die Filialkirche St. Leonhard

Weigendorf ist ein Kirchdorf und ein Gemeindeteil der Gemeinde Loiching im niederbayerischen Landkreis Dingolfing-Landau. Bis 1971 bildete es eine selbstständige Gemeinde, zu der neben dem Hauptort Weigendorf noch 36 weitere Gemeindeteile gehörten. Die ehemalige Gemeinde besteht in ihrer Flächenausdehnung etwa in der Gemarkung Weigendorf innerhalb der Gemeinde Loiching fort.

## Lage
Weigendorf liegt am Scheiblbach etwa zwei Kilometer südlich von Loiching. Durch den Ort verläuft die Kreisstraße DGF 8.

## Geschichte
Weigendorf bestand 1752 aus dreizehn Anwesen. Die mehrere Orte umfassende Obmannschaft Weigendorf gehörte zum Amt Teisbach des Landgerichtes Teisbach. Nach dessen Auflösung 1803 unterstand der Ort dem Landgericht Vilsbiburg. Die landgerichtische Gemeinde Weigendorf ging aus dem gleichnamigen Steuerdistrikt hervor und bestand aus 40 Ortsteilen. Ab 1838 gehörte sie zum neugebildeten Landgericht Dingolfing.
1871 hatte die Gemeinde Weigendorf 37 Orte und 890 Einwohner. Im Hauptort Oberweigendorf lebten 102 Personen.
Bei der Volkszählung 1961 umfasste die Gemeinde Weigenhof 37 Orte und 2770,64 Hektar. Von den 1011 Gemeindeeinwohnern in 211 Wohngebäuden lebten 134 im Hauptort Oberweigendorf. Die anderen Orte der Gemeinde waren Anzenbrunn, Atzbach, Baiersdorf, Baumgarten, Buchet, Deixlerb, Ehrenreith, Erb, Goben, Göttersdorf, Grafenwald, Haindlfing, Heck, Heising, Krottenthal, Lehen, Maßendorf, Nußberg, Oberspechtrain, Oberteisbach, Oberwolkersdorf, Pfeffersberg, Piegendorf, Pischelsdorf, Polling, Rampelsberg, Reinöd, Reit, Staudach, Stemmern, Sterzenreith, Unterspechtrain, Unterweigendorf, Unterwolkersdorf, Wendelskirchen und Wornstorf.
Im Rahmen der Gebietsreform wurden die beiden Gemeinden Weigendorf und Loiching am 1. April 1971 zur Gemeinde Loiching zusammengeschlossen. Die amtlich benannten Ortsteile Oberweigendorf und Unterweigendorf wurden zum Ortsteil Weigendorf zusammengefasst.
1987 zählte das Gebiet der ehemaligen Gemeinde Weigendorf mit ihren 37 Ortsteilen 1152 Einwohner, davon das Kirchdorf Weigendorf 151 Einwohner. Zum Stichtag des Zensus am 9. Mai 2011 zählte das Gebiet der Gemarkung Weigendorf 1308 Einwohner.

## Regelmäßige Veranstaltungen
Alljährlich findet in Weigendorf ein Leonhardiritt statt, der sich bis zum Beginn des 19. Jahrhunderts zurückverfolgen lässt. Seit 1979 werden Open-Air-Festivals in Weigendorf durchgeführt, die der IBV Weigendorf veranstaltet. 2012 hatte das Dorf Weigendorf 231 Einwohner.

## Sehenswürdigkeiten
- Filialkirche St. Leonhard. Der barocke Saalbau ist im Kern wohl romanisch. Die Kirche verfügt über eine historische Orgel aus dem Jahr 1857 von Johann Ehrlich mit 4 klingenden Registern.[7]

## Öffentliche Einrichtungen
- Freibad Weigendorf

## Vereine
- Brandunterstützungsverein Weigendorf
- Freiwillige Feuerwehr Weigendorf
- IBV Weigendorf e. V.
- Jagerstammtisch Weigendorf
- Obst- und Gartenbauverein Weigendorf